# Dictyosperma album
Dictyosperma album (Bory) H. Wendl. & Drude ex-Scheff. è una palma endemica delle isole Mascarene (Mauritius, Réunion e Rodrigues). È l'unica specie nota del genere Dictyosperma H. Wendl. & Drude.

## Descrizione

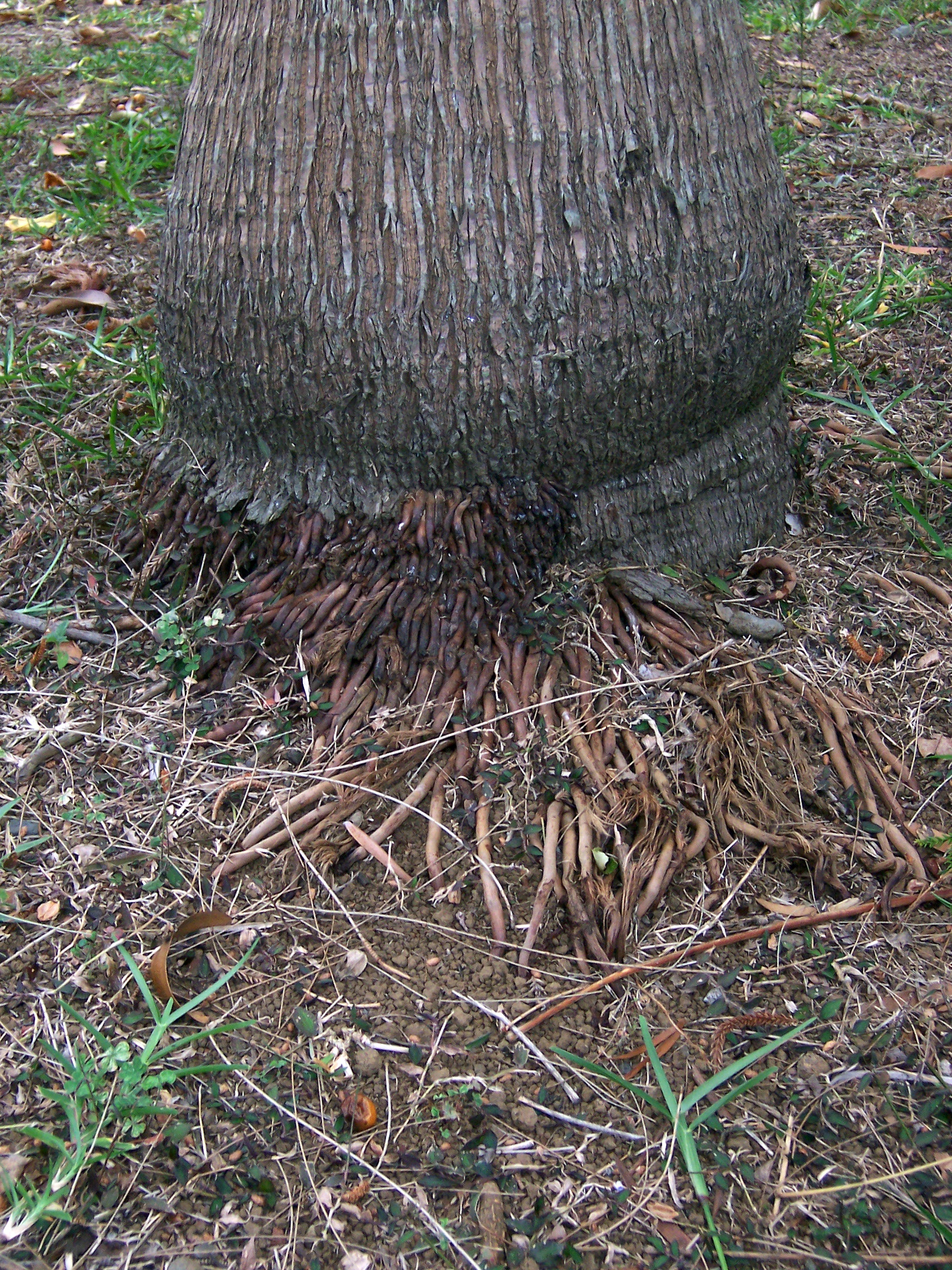
Base del fusto e radici
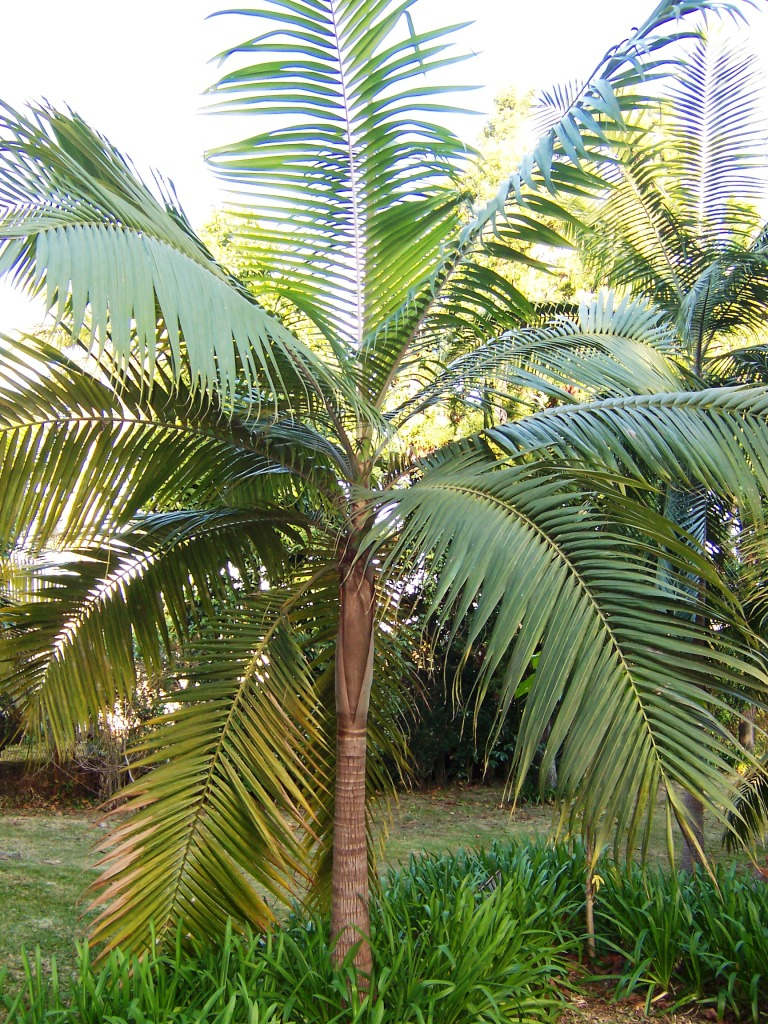
Corona
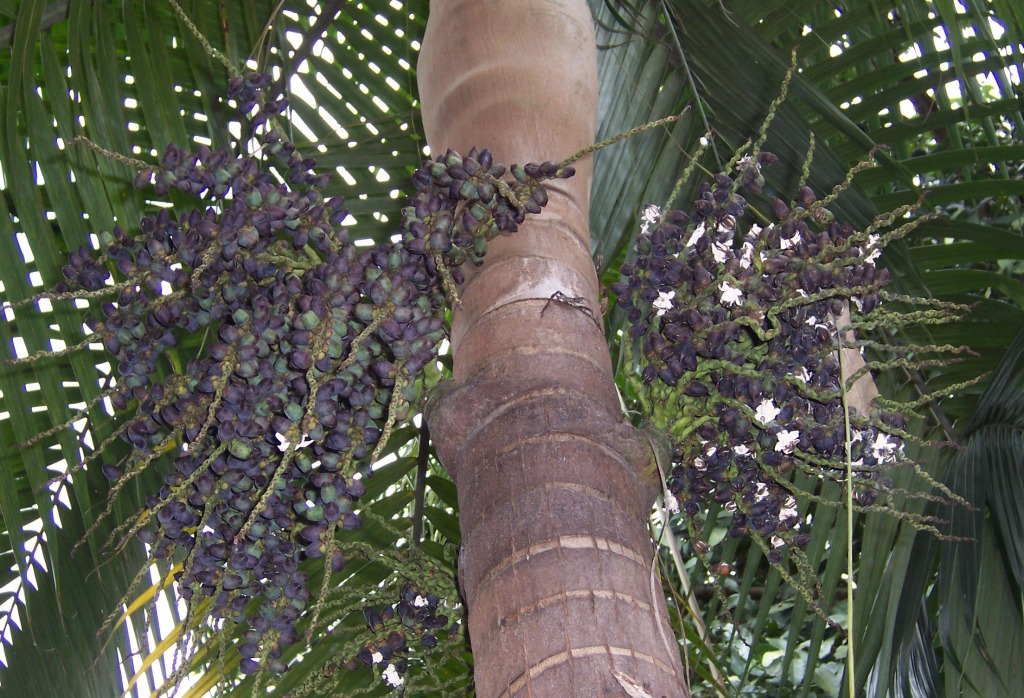
Frutti

## Tassonomia
Sono note tre varietà:
- Dictyosperma album var. album (Bory) Scheff. - diffusa a Mauritius e Réunion
- Dictyosperma album var. aureum Balf.f. in J.G.Baker - endemica di Rodrigues
- Dictyosperma album var. conjugatum H.E.Moore & J.Guého - con areale ristretto a Round Island (Mauritius), ove cresce l'unico esemplare esistente in natura[2]